# Internationale Conferentie van Communistische en Arbeiderspartijen
De Internationale Conferentie van Communistische en Arbeiderspartijen (Engels: International Meeting of Communist and Workers' Parties, IMCWP) is een jaarlijkse conferentie van communistische en arbeiderspartijen uit verschillende landen. De IMCWP is begonnen op het initiatief van de Communistische partij van Griekenland (KKE). Door de deelname van nagenoeg alle grote communistische partijen kan de IMCWP gezien worden als de opvolger van de Derde Internationale. 

## Organisatie
Het doel van de IMCWP is het delen van ervaringen en het uitbrengen van gezamenlijke verklaringen. De jaarlijkse bijeenkomsten hebben doorgaans elk een eigen thema. De 21ste conferentie in 2019 werd georganiseerd in Izmir door de Griekse en Turkse communistische partijen. Het thema was "100th anniversary of the founding of the Communist International.The fight for peace and socialism continues!".
De organisatie van de IMCWP ligt bij de Working Group, die bestaat uit een afvaardiging van de verschillende partijen vanuit het IMCWP netwerk. De Working Group is nadrukkelijk alleen een organisatorisch orgaan, inhoudelijke zeggeschap ligt bij de conferentie zelf. De conferenties zelf zijn in principe jaarlijks, maar soms zijn er buitengewone conferenties, zoals in september 2009 in Damascus met als thema "Solidarity with the heroic struggle of the Palestinian people and the other people in Middle East".
Naast het organiseren van een conferentie geeft de IMCWP ook een jaarlijks blad uit: het International Communist Review.

## 23e conferentie (2023)
De 23 conferentie van de Internationale Conferentie van Communistische en Arbeiderspartijen ging van start in Izmir, Turkije, georganiseerd door de Communistische Partij van Turkije (TKP).
De bijeenkomst werd gehouden tussen 20 en 22 oktober en heeft als onderwerp: “De politieke en ideologische strijd om de kapitalisten en het imperialisme te confronteren. De taken van communisten om de arbeidersklasse, jongeren, vrouwen en intellectuelen te informeren en te mobiliseren in de strijd tegen uitbuiting onderdrukking, imperialistische leugens en historisch revisionisme; voor de sociale en democratische rechten van arbeiders en volkeren; tegen militarisme en oorlog, voor vrede en socialisme.

## Lidmaatschap
Meer dan honderd partijen zijn onderdeel van het IMCWP netwerk. De grootte van de deelnemende partijen verschilt van kleine (splinter)partijen met geen of of slechte enkele volksvertegenwoordigers tot partijen met honderdduizenden of miljoenen leden (al dan niet de leidende partij in een volksrepubliek). Een aantal deelnemende partijen is in eigen land verboden.

Partijen mogen deel deelnemen aan het IMCWP als ze kunnen voldoen aan drie voorwaarden:

- [de partij] Heeft een actieve communistische traditie: Een significante kern van het ledenbestand komt voort uit Communistische Partijen gevormd in de periode van de Derde Internationale.
- Een basis in de arbeidersklasse: [de partij] is in staat om invloed uit te oefenen op de vakbondsbeweging en andere massabewegingen die het mogelijk maken een brug te bouwen tussen de directe strijd en het bouwen van bredere klasse-allianties en een breder begrip van van kapitalistische en imperialistische staatsmacht.
- Het vermogen om het Marxisme te ontwikkelen in de lijn met de omstandigheden in eigen land: [de partij] is in staat om door middel van een democratisch proces deze ervaringen te genereren, en hieraan uiting te geven door middel van partijcongressen en programmatische documenten.

Het aantal leden van het IMCWP netwerk wisselt doordat sommige partijen ophouden te bestaan, fuseren of vanwege politieke koerswijzigingen. Het lidmaatschap is niet behoudens aan één partij per land, in sommige landen kunnen meerdere partijen aanspraak maken op het lidmaatschap. Namens België zijn bijvoorbeeld twee partijen lid van het IMCWP, de Partij van de Arbeid en de Communistische Partij van België. Niet alle partijen zijn even actief binnen het netwerk. Sommige partijen zijn (nagenoeg) jaarlijks bij de IMCWP aanwezig, anderen slechts sporadisch of alleen door middel van een schriftelijke inbreng.

#### Huidige leden van de IMCWP
| Land                           | Partij                                                                            | Regeringsdeelname                    |
| ------------------------------ | --------------------------------------------------------------------------------- | ------------------------------------ |
| Albanië                        | Communistische Partij van Albanië                                                 | Buitenparlementaire oppositie        |
| Algerije                       | Algerijnse Partij voor Democratie en Socialisme                                   | Buitenparlementaire oppositie        |
| Argentinië                     | Communistische Partij van Argentinië                                              | Buitenparlementaire oppositie        |
| Armenië                        | Communistische Partij van Armenië                                                 | Buitenparlementaire oppositie        |
| Australië                      | Communistische Partij van Australië                                               | Buitenparlementaire oppositie        |
| Azerbeidzjan                   | Azerbaidjaanse Communistische Partij                                              | Buitenparlementaire oppositie        |
| Azerbeidzjan                   | Communistische Partij van Azerbaidjan (CPA-2)                                     | Buitenparlementaire oppositie        |
| Bahrein                        | Democratisch Progressief Tribuun                                                  | Oppositie                            |
| Bangladesh                     | Communistische Partij van Bangladesh                                              | Buitenparlementaire oppositie        |
| Bangladesh                     | Werkerspartij van Bangladesh                                                      | Onderdeel van de regeringscoalitie   |
| België                         | Communistische Partij van België                                                  | Buitenparlementaire oppositie        |
| België                         | Partij van de Arbeid                                                              | Oppositie                            |
| Bolivia                        | Communistische Partij van Bolivia                                                 | Buitenparlementaire oppositie        |
| Brazilië                       | Braziliaanse Communistische Partij                                                | Buitenparlementaire oppositie        |
| Brazilië                       | Communistische Partij van Brazilië                                                | Oppositie                            |
| Bulgarije                      | Communistische Partij van Bulgarije                                               | Buitenparlementaire oppositie        |
| Bulgarije                      | Partij van Bulgaarse Communisten                                                  | Buitenparlementaire oppositie        |
| Canada                         | Communistische Partij van Canada                                                  | Buitenparlementaire oppositie        |
| Spanje                         | Communisten van Catalonië                                                         | Oppositie                            |
| Chili                          | Communistische Partij van Chili                                                   | Oppositie                            |
| China                          | Communistische Partij van China                                                   | Regerende partij in volksrepubliek   |
| Colombia                       | Colombiaanse Communistische Partij                                                | Buitenparlementaire oppositie        |
| Colombia                       | FARC-EP                                                                           | Oppositie                            |
| Costa Rica                     | Voorhoedepartij van het Volk                                                      | Buitenparlementaire oppositie        |
| Cuba                           | Communistische Partij van Cuba                                                    | Regerende partij in volksrepubliek   |
| Cyprus                         | Progressieve Partij van de Arbeiders                                              | Oppositie                            |
| Denemarken                     | Communistische Partij in Denemarken                                               | Buitenparlementaire oppositie        |
| Denemarken                     | Communistische Partij van Denemarken                                              | Gedoogsteun aan regeringscoalitie    |
| Dominicaanse Republiek         | Kracht van de Revolutie                                                           | Buitenparlementaire oppositie        |
| Duitsland                      | Duitse Communistische Partij                                                      | Buitenparlementaire oppositie        |
| Noord-Korea                    | Koreaanse Arbeiderspartij                                                         | Regerende partij in volksrepubliek   |
| Ecuador                        | Communistische Partij van Ecuador                                                 | Buitenparlementaire oppositie        |
| Egypte                         | Egyptische Communistische Partij                                                  | Buitenparlementaire oppositie        |
| El Salvador                    | Communistische Partij van El Salvador                                             | Buitenparlementaire oppositie        |
| Estland                        | Communistische Partij van Estland                                                 | Verboden                             |
| Swaziland                      | Communistische Partij van Swaziland                                               | Verboden                             |
| Filipijnen                     | Filipijnse Communistische Partij (PKP-1930)                                       | Buitenparlementaire oppositie        |
| Finland                        | Communistische Partij van Finland                                                 | Buitenparlementaire oppositie        |
| Frankrijk                      | Franse Communistische Partij                                                      | Oppositie                            |
| Frankrijk (Guadeloupe)         | Guadeloupese Communistische Partij                                                | Buitenparlementaire oppositie        |
| Georgië                        | Verenigde Communistische Partij van Georgië                                       | Buitenparlementaire oppositie        |
| Griekenland                    | Communistische Partij van Griekenland                                             | Oppositie                            |
| Verenigd Koninkrijk            | Communistische Partij van Groot-Brittannië                                        | Buitenparlementaire oppositie        |
| Verenigd Koninkrijk            | Nieuwe Communistische Partij van Groot-Brittannië                                 | Buitenparlementaire oppositie        |
| Guyana                         | Progressieve Volkspartij                                                          | Regeringspartij                      |
| Hongarije                      | Hongaarse Werkerspartij                                                           | Buitenparlementaire oppositie        |
| Ierland en Verenigd Koninkrijk | Communistische Partij van Ierland                                                 | Buitenparlementaire oppositie        |
| Ierland en Verenigd Koninkrijk | Werkerspartij van Ierland                                                         | Buitenparlementaire oppositie        |
| India                          | Communistische Partij van India                                                   | Oppositie                            |
| India                          | Communistische Partij van India (Marxistisch)                                     | Oppositie                            |
| Irak                           | Communistische Partij van Koerdistan - Irak                                       | Oppositie                            |
| Iran                           | Tudehpartij van Iran                                                              | Verboden                             |
| Israël                         | Communistische Partij van Israel                                                  | Oppositie                            |
| Italië                         | Communistische Partij                                                             | Buitenparlementaire oppositie        |
| Italië                         | Partij van de Communistische Herstichting                                         | Buitenparlementaire oppositie        |
| Italië                         | Italiaanse Communistische Partij                                                  | Buitenparlementaire oppositie        |
| Japan                          | Japanse Communistische Partij                                                     | Oppositie                            |
| Jordanië                       | Jordaanse Communistische Partij                                                   | Buitenparlementaire oppositie        |
| Kazachstan                     | Communistische Partij van Kazakhstan                                              | Verboden                             |
| Kazachstan                     | Socialistische Beweging van Kazakhstan                                            | Verboden                             |
| Kroatië                        | Socialistische Werkerspartij van Kroatië                                          | Buitenparlementaire oppositie        |
| Kirgizië                       | Partij van Communisten van Kyrgystan                                              | Buitenparlementaire oppositie        |
| Laos                           | Laotiaanse Revolutionaire Volkspartij                                             | Regerende partij in volksrepubliek   |
| Libanon                        | Libanese Communistische Partij                                                    | Buitenparlementaire oppositie        |
| Letland                        | Socialistische Partij van Letland                                                 | Oppositie                            |
| Litouwen                       | Socialistische Partij                                                             | Buitenparlementaire oppositie        |
| Luxemburg                      | Communistische Partij van Luxemburg                                               | Buitenparlementaire oppositie        |
| Madagaskar                     | Congrespartij voor de Onafhankelijkheid van Madagascar                            | Buitenparlementaire oppositie        |
| Malta                          | Communistische Partij van Malta                                                   | Buitenparlementaire oppositie        |
| Mexico                         | Communistische Partij van Mexico                                                  | Buitenparlementaire oppositie        |
| Mexico                         | Socialistische Volkspartij                                                        | Buitenparlementaire oppositie        |
| Mexico                         | Socialistische Volkspartij - Nationale Politieke Associatie                       | Buitenparlementaire oppositie        |
| Moldavië                       | Partij van Communisten van Moldavië                                               | Buitenparlementaire oppositie        |
| Nederland                      | Nieuwe Communistische Partij van Nederland                                        | Buitenparlementaire oppositie        |
| Nepal                          | Nepalese Communistische Partij                                                    | Regeringspartij                      |
| Noord-Macedonië                | Communistische Partij van Macedonië                                               | Buitenparlementaire oppositie        |
| Noorwegen                      | Communistische Partij van Noorwegen                                               | Buitenparlementaire oppositie        |
| Oekraïne                       | Communistische Partij van Oekraïne                                                | Verboden                             |
| Oekraïne                       | Unie van Communisten van Oekraïne                                                 | Verboden                             |
| Oostenrijk                     | Communistische Partij van Oostenrijk                                              | Buitenparlementaire oppositie        |
| Oostenrijk                     | Partij van de Arbeid van Oostenrijk                                               | Buitenparlementaire oppositie        |
| Pakistan                       | Communistische Partij van Pakistan                                                | Buitenparlementaire oppositie        |
| Palestina                      | Palestijnse Communistische Partij                                                 | Buitenparlementaire oppositie        |
| Palestina                      | Palestijnse Volkspartij                                                           | Buitenparlementaire oppositie        |
| Panama                         | Partij van het Volk                                                               | Buitenparlementaire oppositie        |
| Paraguay                       | Paraguayaanse Communistische Partij                                               | Buitenparlementaire oppositie        |
| Peru                           | Communistische Partij van Peru (Rood Vaderland)                                   | Buitenparlementaire oppositie        |
| Peru                           | Peruviaanse Communistische Partij                                                 | Buitenparlementaire oppositie        |
| Polen                          | Communistische Partij van Polen                                                   | Buitenparlementaire oppositie        |
| Portugal                       | Portugese Communistische Partij                                                   | Gedoogsteun aan regeringscoalitie    |
| Roemenië                       | Roemeense Communistische Partij                                                   | Buitenparlementaire oppositie        |
| Roemenië                       | Socialistische Alliantie Partij                                                   | Buitenparlementaire oppositie        |
| Rusland                        | Communistische Partij van de Russische Federatie                                  | Oppositie                            |
| Rusland                        | Communistische Partij van de Sovjet-Unie                                          | Buitenparlementaire oppositie        |
| Rusland                        | Russische Communistische Werkerspartij - Communistische Partij van de Sovjet-Unie | Buitenparlementaire oppositie        |
| Rusland                        | Unie van Communistische Partijen                                                  | Buitenparlementaire oppositie        |
| Servië                         | Nieuwe Communistische Partij van Servië                                           | Buitenparlementaire oppositie        |
| Servië                         | Communisten van Servië                                                            | Buitenparlementaire oppositie        |
| Slowakije                      | Communistische Partij van Slowakije                                               | Buitenparlementaire oppositie        |
| Spanje (Catalonië)             | Communisten van Catalonië                                                         | Buitenparlementaire oppositie        |
| Spanje                         | Communistische Partij van de Volkeren van Spanje                                  | Buitenparlementaire oppositie        |
| Spanje                         | Communistische Partij van de Werkers van Spanje                                   | Buitenparlementaire oppositie        |
| Spanje                         | Communistische Partij van Spanje                                                  | Onderdeel van de regeringscoalitie   |
| Sri Lanka                      | Communistische Partij van Sri Lanka                                               | Oppositie                            |
| Soedan                         | Soedanese Communistische Partij                                                   | Buitenparlementaire oppositie        |
| Syrië                          | Syrische Communistische Partij (Bakdash)                                          | Onderdeel van het eenheidsfront      |
| Syrië                          | Syrische Communistische Partij (Verenigd)                                         | Onderdeel van het eenheidsfront      |
| Tadzjikistan                   | Communistische Partij van Tadzjikistan                                            | Oppositie                            |
| Tsjechië                       | Communistische Partij van Bohemen en Moravië                                      | Gedoogsteun aan de regeringscoalitie |
| Turkije                        | Arbeiderspartij                                                                   | Buitenparlementaire oppositie        |
| Turkije                        | Communistische Partij van Turkije                                                 | Buitenparlementaire oppositie        |
| Uruguay                        | Communistische Partij van Uruguay                                                 | Buitenparlementaire oppositie        |
| Venezuela                      | Communistische Partij van Venezuela                                               | Oppositie                            |
| Verenigde Staten               | Communist Party USA                                                               | Buitenparlementaire oppositie        |
| Vietnam                        | Communistische Partij van Vietnam                                                 | Regerende partij in volksrepubliek   |
| Wit-Rusland                    | Communistische Partij van Wit-Rusland                                             | Steunt de zittend president          |
| Zuid-Afrika                    | Zuid-Afrikaanse Communistische Partij                                             | Onderdeel van de regeringscoalitie   |
| Zweden                         | Communistische Partij van Zweden                                                  | Buitenparlementaire oppositie        |

## Lijst van Conferenties
| Editie | Jaar | Thema | Locatie         | Land        |
| ------ | ---- | --- | --------------- | ----------- |
| 23     | 2023 | The political and ideological battles to confront capitalists and imperialism. The tasks of communists to inform and mobilize the working class, youth, women, and intellectuals in the struggle against exploitation, oppression, imperialist lies and historical revisionism; for the social and democratic rights of workers and peoples; against militarism and war, for peace and socialism.                                                                   | Izmir           | Turkije     |
| 22     | 2022 | Solidarity with Cuba and all the struggling peoples. United we are stronger in the anti-imperialist struggle, together with social and popular movements, in the face of capitalism and its policies, the threat of fascism and war; in defence of peace, the environment, workers' rights, solidarity and socialism | Havana          | Cuba        |
| 21     | 2019 | 100th anniversary of the founding of the Communist International. The fight for peace and socialism continues! | Izmir           | Turkije     |
| 20     | 2018 | The contemporary working class and its alliance. The tasks of its political vanguard – the Communist and Worker’s Parties – in the struggle against exploitation and imperialist wars, for the rights of the workers and of the peoples, for peace, for socialism | Athene          | Griekenland |
| 19     | 2017 | The 100th Anniversary of the Great October Socialist Revolution:The ideals of the Communist Movement, revitalizing the struggle against imperialistic wars, for peace, socialism | Sint-Petersburg | Rusland     |
| 18     | 2016 | Capitalist crisis and imperialist offensive - Strategy and tactics of the Communist and Workers’ Parties,in struggle for peace, workers’ and peoples’ rights, socialism | Hanoi           | Vietnam     |
| 17     | 2015 | The tasks of Communist and Workers’ Parties to strengthen the struggle of the working class against capitalist exploitation, imperialist wars and fascism, for workers’ and peoples’ emancipation, for socialism | Istanboel       | Turkije     |
| 16     | 2014 | The role of Communist and Workers’ Parties in the struggle against imperialism and capitalist exploitation – which causes crises and wars and gives rise to fascist and reactionary forces. For workers’ and peoples’ rights and for national and social emancipation; for socialism! | Guayaquil       | Ecuador     |
| 15     | 2013 | The deepening crisis of capitalism, the role of the working class and the Communists' tasks in the struggle for workers' and peoples' rights. Imperialism's offensive, the realigment of forces on the international level, the national question, class emancipation and the struggle for socialism | Lissabon        | Portugal    |
| 14     | 2012 | Strengthen the struggles against escalating imperialist aggressiveness, for satisfying peoples’ socio-economic-democratic rights and aspirations, for socialism | Beiroet         | Libanon     |
| 13     | 2011 | The international situation and the experience of the communists 20 years after the counterrevolution in the USSR. The tasks for the development of the class struggle in conditions of capitalist crisis, imperialist wars, of the current popular struggles and uprisings, for working class-popular rights, the strengthening of proletarian internationalism and the anti-imperialist front, for the overthrow of capitalism and the construction of socialism. | Athene          | Griekenland |
| 12     | 2010 | The deepening systemic crisis of capitalism. The tasks of Communists in defence of sovereignty, deepening social alliances, strengthening the anti-imperialist front in the struggle for peace, progress and Socialism | Tshwane         | Zuid-Afrika |
| 11     | 2009 | The international capitalist crisis, the workers’ and peoples’ struggle, the alternatives and the role of the communist and working class movement | New Delhi       | India       |
| 10     | 2008 | New phenomena in the international framework. Worsening national, social, environmental and interimperialist contradictions and problems. The struggle for peace, democracy, sovereignty, progress and socialism and unity of action of Communist and Workers’ Parties. | São Paulo       | Brazilië    |
| 9      | 2007 | The 90th anniversary of the October Revolution: The relevance and validity of its ideals. The communists in the struggle against imperialism, for socialism | Minsk           | Wit-Rusland |